# سنديان لاطئ الزهر
السنديان لاطئ الزهر هو نوع آسيوي من الأشجار في الفصيلة الزانِيَّة . ينتشر انتشارًا واسعًا في جميع أنحاء اليابان وتَيوان ومعظم جنوب شرق الصين.